# Erismatopterus
Erismatopterus — викопний рід променеперих риб родини перкопсових (Percopsidae). Існував у ранньому еоцені (52-50 млн років тому) в Північній Америці. Численні рештки риби знайдені в прісноводних відкладеннях у штаті Вайомінг.

## Опис
Дрібна риба, яка, зазвичай, не перевищувала 10 см завдовжки. Тіло струнке, з довгастою головою та великими очима; морда відносно загострена. Рот помірно високий і короткий. Спинний плавець зародився безпосередньо перед серединою тіла і був відносно високим і округлим. Грудні та тазові плавці розташовувались дуже близько один до одного, при цьому останні сильно зміщені вперед. Анальний плавець був довгим і закругленим, тоді як хвостовий плавець глибоко роздвоєним.